# Fabrício Mafuta
Fabrício Mafuta (Luanda, 20 settembre 1988) è un calciatore angolano, difensore dell'Interclube e della Nazionale angolana.

## Carriera

### Club
Nella stagione 2007-2008 ha giocato nel Bari. Dal 2009 è un calciatore dell'Interclube, club con cui ha vinto un campionato nel 2010 e una coppa nazionale nel 2011.

### Nazionale
Ha esordito con la Nazionale angolana nel 2011. Ha preso parte alla Coppa d'Africa 2013.